# Platyrhachus inaequidens
Platyrhachus inaequidens är en mångfotingart som beskrevs av Pocock 1894. Platyrhachus inaequidens ingår i släktet Platyrhachus och familjen Platyrhacidae. Inga underarter finns listade i Catalogue of Life.